# Apice
Apice ist eine italienische Gemeinde (comune) in der Provinz Benevento, Region Kampanien, mit 5251 Einwohnern (Stand 31. Dezember 2023). Sie ist Mitglied der Berggemeinschaft Comunità Montana del Fortore.

## Geographie

Lage von Apice in der Provinz Benevento

Die Gemeinde liegt etwa 11 km östlich der Provinzhauptstadt Benevent am Fluss Calore Irpino. Die Nachbargemeinden sind Ariano Irpino (AV), Bonito (AV), Buonalbergo, Calvi, Melito Irpino (AV), Mirabella Eclano (AV), Montecalvo Irpino (AV), Paduli, San Giorgio del Sannio, Sant’Arcangelo Trimonte und Venticano (AV).
Die Ortsteile sind Calvano, Castel di Fiego, Corsano Scalo, Cupazzo, Fontana Fulla, Giardinelli, Monte, Morroni, Palata, Pazzano, Piano Tignano, Raitelle, Ripone, San Donato, San Martino, Santa Lucia, Sant’Antonio, San Teodoro, Selva, Starza und Vernacchini.
Der Ort besteht aus einer in den 1980er Jahren gebauten Neubausiedlung und der bei einem Erdbeben zerstörten Geisterstadt. Der Zugang zur Geisterstadt ist aus Sicherheitsgründen provisorisch gesperrt, aber der Zutritt ist dennoch nicht verboten.

## Geschichte

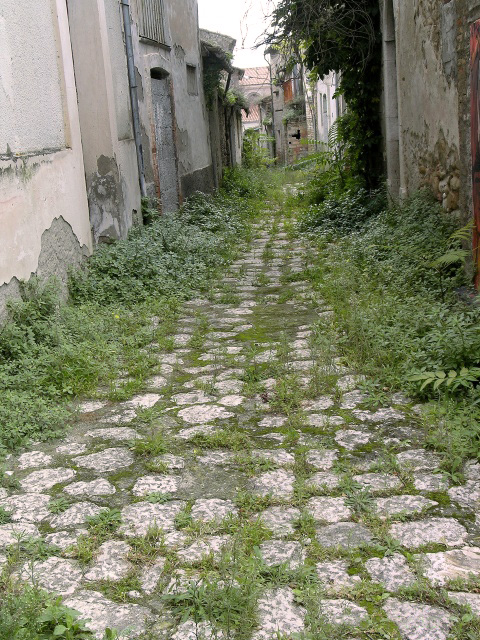
Straße in der verlassenen Altstadt

Bereits in den 1930er Jahren und 1960er Jahren gab es in Apice mehrere starke Erdbeben.
Der historische Teil von Apice ist heute eine Geisterstadt. Bei einem starken Erdbeben am 23. November 1980 wurde die Stadt von den 6500 Einwohnern verlassen und aufgrund zu hoher Kosten nicht mehr aufgebaut. Die Gemeinde gilt als Relikt der Zeit der späten 1970er Jahre, da sehr viele Gegenstände nicht mitgenommen wurden. Der Bürgermeister harrte bis 2007 im Ort aus. Im historischen Apice betreibt noch ein Friseurmeister, der außerhalb wohnt, einen nicht einsturzgefährdeten Laden am Rande der Stadt.
Nach dem Beben wurde Apice in der Nähe neu errichtet und beherbergt in modernen Häusern heute die meisten der geflüchteten Einwohner.

## Sehenswürdigkeiten
Neben einigen Profan- und Sakralbauten im neuen Apice sind insbesondere der alte Palazzo und die Kirche in den Ruinen der Geisterstadt sehenswert. Diese Gebäude gehören zu den wenigen Gebäuden des Ortes, die nicht einsturzgefährdet sind.

## Wirtschaft
Die Gemeinde lebt hauptsächlich von der Landwirtschaft.